# Niedźwiedź (Olsztyn)
Niedźwiedź – część dzielnicy administracyjnej Osiedle Podleśna w Olsztynie.